# Dusona extranea
Dusona extranea är en stekelart som först beskrevs av Turner 1919.  Dusona extranea ingår i släktet Dusona och familjen brokparasitsteklar. Inga underarter finns listade i Catalogue of Life.